# ウィリアム・A・ウィーラー
ウィリアム・アルモン・ウィーラー(William Almon Wheeler, 1819年6月30日 - 1887年6月4日)は、アメリカ合衆国の政治家。ニューヨーク州選出下院議員および第19代アメリカ合衆国副大統領。
ウィーラーはニューヨーク州フランクリン郡マローンで生まれた。彼はバーモント大学を卒業した後1845年に法曹界入りし、マローンにおいて法律業務を始めた。彼は1846年から1849年までフランクリン郡の地方検事であった。彼は1850年と1851年の州議会議員および1858年から1860年まで州議会上院議員であった。彼は第37議会(1861年3月4日 - 1863年3月3日)に共和党から選出され、1867年と1868年に州憲法制定会議の代表を務め、第41議会から続く三期(1869年3月4日 - 1877年3月3日)を下院議員として選出された。
ウィーラーは1876年に共和党副大統領候補に指名されたため下院議員候補の再指名はされなかった。彼は1876年に共和党のラザフォード・B・ヘイズの伴走候補者となり、1877年3月に副大統領に就任し1881年3月まで在職した。彼は病気のために公的活動を引退し、1887年にマローンで死去した。彼はモーニングサイド墓地に埋葬された。